# (66) Maya
(66) Maya es un asteroide perteneciente al cinturón de asteroides descubierto por Horace Parnell Tuttle el 9 de abril de 1861 desde el observatorio del Harvard College en Cambridge, Estados Unidos. Está nombrado por Maya, una diosa de la mitología griega.

## Características orbitales
Maya orbita a una distancia media del Sol de 2,646 ua, pudiendo acercarse hasta 2,195 ua y alejarse hasta 3,098 ua. Tiene una inclinación orbital de 3,047° y una excentricidad de 0,1706. Emplea 1572 días en completar una órbita alrededor del Sol.